# Grottaferrata
Grottaferrata est une commune italienne située dans la ville métropolitaine de Rome Capitale, en région Latium.

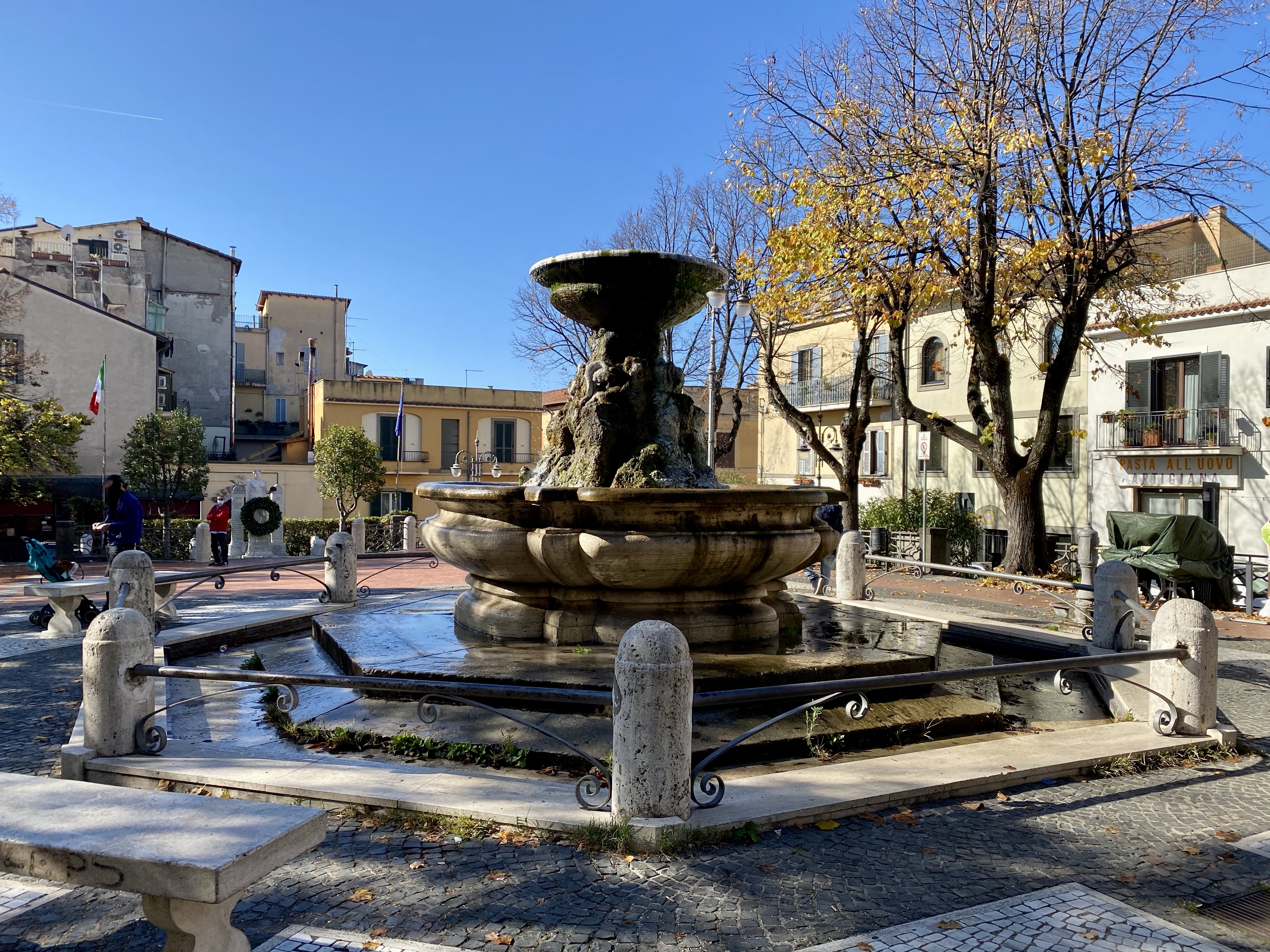
La place Cavour.

## Géographie

### Situation
La commune, d'une superficie de 1 840 ha, est située à l'est de Rome dans la région des Castelli Romani. Elle comprend l'exclave de Pozzo Carpino, située au sud entre les communes de Marino, Rocca di Papa et Castel Gandolfo.

### Hameaux

#### Prati della Molara
Les Prati della Molara sont une vallée appelée aussi Valle Albana et il s'y trouvait dans l'Antiquité, une chapelle dédiée à Ste. Agathe, bàtie en 370, et donnée à St. Nil avant qu'il eut fondé Grottaferrata.
En ce lieu fut construit plus tard le Château de la Molara, qui en 1090 appartint aux Annibaldi; il est devenu célèbre par plusieurs personnages historiques qui l'habitèrent, commençant par Innocent IV en 1254, Charles d'Anjou en 1266, lorsqu'il s'en allait à Naples, et St. Thomas d'Aquin.
Nicolò degli Annibaldi fut tué là, au cours de la guerre que Cola di Rienzo fit aux Barons. Le château a complètement disparu, seules quelques pierres indiquent le lieu qu'il occupait.

## Toponymie
Le toponyme provient du grec Κρυπτοφέρρη d'où le nom ancien en français Cryptopherre. Il désignait le lieu voûté, qu'une fenêtre munie de barreaux ferrés éclairait, vestige d'une ancienne villa romaine, où Nil de Rossano s'installa en l'an 1004 avant de fonder l'abbaye Sainte-Marie.

## Monuments et patrimoine

### Le monastère
Le monastère Sainte Marie de Grottaferrata de l'ordre Basilien italien de Grottaferrata est fondé par saint Nil de Rossano et saint Barthélemy le Jeune (it) qui vers l'an 1000 échappent aux persécutions des Sarrasins et viennent de Calabre demander terres et protection au célèbre Grégoire Ier, comte de Tusculum, durant le règne de l'empereur Otton III. Ce monastère ressemble à une forteresse car il est entouré de murailles avec d'épais machicoulis, de basses tours et des bastions. Il est fortifié par Giulio della Rovere qui devient ensuite le pape Jules II.

### La bibliothèque
La plus belle bibliothèque grecque de toute l'Italie mais beaucoup de ses trésors ont été transportés, une partie au Vatican par Sixte V et une autre dans la collection des Barberini par Urbain VIII; Napoléon a aussi emporté plusieurs ouvrages, entre autres le célèbre « Codice d'Esopo. » La bibliothèque occupe une grande salle qui contient six mille volumes, bien classés.

### La chapelle de Saint-Nil
Dans la chapelle de Saint-Nil et de Saint-Bartélemy sont conservées les superbes fresques de Domenichino.

## Personnalités liées à la commune
- Macrina Raparelli (1893-1970), née à Grottaferrata, religieuse catholique, fondatrice des Sœurs basiliennes, reconnue vénérable par l'Église catholique.

## Politique et administration
| Période                                  | Période  | Identité          | Étiquette               | Qualité                   |
| ---------------------------------------- | -------- | ----------------- | ----------------------- | ------------------------- |
| 2000                                     | 2004     | Angelo Viticchié  | Centre gauche           |                           |
| 2004                                     | 2005     | Claudio Colomba   |                         | Commissaire, intérim      |
| 2005                                     | 2010     | Mauro Ghelfi      | Centre droit            |                           |
| 2010                                     | 2013     | Gabriele Mori     | Parti démocrate         |                           |
| 2013                                     | 2014     | Enza Caporale     |                         | Commissaire, intérim      |
| 2014                                     | 2016     | Giampiero Fontana | Forza Italia            |                           |
| 2016                                     | 2017     | Giacomo Barbato   |                         | Commissaire de préfecture |
| 2017                                     | 2021     | Luciano Andreotti | Liste civique du centre |                           |
| 2021                                     | 2022     | Giancarlo Dionisi |                         | Commissaire de préfecture |
| 2022                                     | En cours | Mirko Di Bernardo | Parti démocrate         |                           |
| Les données manquantes sont à compléter. |          |                   |                         |                           |

## Jumelages
- Patmos (Grèce)
- Bisignano (Italie)
- Bracigliano (Italie)
- Oria (Italie)
- Rofrano (Italie)
- Rossano (Italie)
- Sant'Elia Fiumerapido (Italie)
- San Mauro La Bruca (Italie)
- Vandœuvre-lès-Nancy (France)